# Janice de Castro
Janice de Castro (Patrocínio, 15 de novembro de 1980) é uma jornalista brasileira.

## Biografia
Graduou-se em Jornalismo pela Unicentro de Belo Horizonte em 2002. Iniciou a carreira como repórter na TV Universitária.
Em 2005 foi contratada pela RecordTV Centro-Oeste, emissora da Rede Record em Brasília. Durante dois anos foi repórter do Esporte Record DF até assumir a apresentação do programa esportivo em 2007. Depois, foi pra matriz da Rede Record em São Paulo desde 2010, realizando reportagens esportivas pra vários noticiários.
Foi apresentadora do Esporte Record News, substituindo Fernando Nardini, que deixou a atração em Dezembro de 2011 ao assinar contrato com a ESPN.
Em 17 de julho de 2023, foi demitida da RecordTV após 18 anos.